# Casa de raport a lui Shapiro
Casa de raport a lui Shapiro este un monument de arhitectură de însemnătate națională, introdus în Registrul monumentelor de istorie și cultură (nr. 114) a municipiului Chișinău și în Registrul monumentelor Republicii Moldova ocrotite de stat (nr. 68). Este amplasat în Centrul istoric, pe strada București, 60. Ansamblul constă din două imobile (Litera „A” și Litera „B”, după Registru) construite la sf. secolului al XIX-lea–începutul secolului al XX-lea, care în perioada anilor 1907 și 1940 au aparținut familiei Shapiro-Rosenfeld.

## Istoric
Edificiul – Litera „A”
Clădirea actuală a fost construită pe locul unui edificiu de la mijl. secolului al XIX-lea, cumpărat de arhitectul Țalel Ginger în anul 1897 și reconstruită după propriul său design în 1899. În 1907, Ginger vinde imobilul familiei Shapiro-Rosenfeld, aceasta le va aparține până la naționalizarea din 1940.
Începând cu 1944, în primii ani după încheierea celui de-al doilea război mondial, în subsolul edificiului s-a aflat o închisoare secretă unde se țineau deținuții politici, sub conducerea Ministerul Securității Statului al RSSM. În 1952, edificiul devine locuință pentru colaboratorii KGB, celulele rămânând de atunci pustii.
Inițialele numelui lui Ginger („Ц.Г.”) precum și emblema acestuia pot fi observate și astăzi pe clădire.
Edificiul – Litera „B”
Clădirea actuală a fost construită la colțul cartierului (intersecția actualelor str. București și Vlaicu Pîrcălab), pe locul unui edificiu de la mijl. secolului al XIX-lea. În 1904, edificiul a fost demolat, iar în anul următor a fost ridicat actualul imobil în două etaje, din banii negustorului Ițko Zonis. Shapiro a cumpărat ulterior casa de la negustor, conectând astfel imobilul cu edificiul său (Litera „A”) de la mijlocul cartierului. 

## Descriere
Edificiul – Litera „A”
Casa a fost construită pe un plan rectangular, în două etaje. Ferestrele și ușile sunt așezate în nouă axe compoziționale, situate periferic la etaj și central la parterul care duce în curte. Balcoanele sunt dominate de două porticuri a câte două coloane ale ordinului corintic. Fațada este bogată în detalii plastice: borduri decorative, panouri, bosaje care aduc monumentalitate edificiului.
Edificiul – Litera „B”
Edificiul cu două etaje, este construit în formă rectangulară la colțul cartierului. Dinspre str. București duc intrări, iar poarta principală se află dinspre str. Vl. Pârcălab. Fațadele, cu variate compoziții simetrice, sunt cu rezalit lateral și în centru. Intrările au aspectul unor porticuri din două coane, care susțin balcoanele etajului.